# Royal Canin
La Royal Canin è un'azienda mondiale, appartenente al gruppo Mars, specializzata nella commercializzazione di cibo per cani e gatti di alta qualità.

## Storia
Fondata nel 1967 a Gallargues-le-Montueux, nel dipartimento della Gard, in Francia, dal veterinario nutrizionista Jean Cathary, attualmente la sede del suo quartier generale si trova ad Aimargues, sempre in Francia. La compagnia mantiene la sua presenza in diverse città del mondo, compresa Johannesburg, Rolla, Descalvado, Buenos Aires, Mosca, Toronto e Milano. Il gruppo è presente in 80 paesi con 13 filiali, circa 3.200 dipendenti ed una rete di importatori esclusivi. L'azienda è conosciuta per la sua ricerca e formulazione di prodotti, adatti ai bisogni di ogni tipo di razza (tra cani e gatti).